# 6816-os mellékút (Magyarország)
A 6816-os számú mellékút egy bő tíz kilométer hosszú, négy számjegyű országos közút Somogy vármegye nyugati részén.

## Nyomvonala
A 61-es főútból ágazik ki, annak 162,100-as kilométerszelvénye táján, Vése központjában. Hársfa utca néven indul, északnyugat felé, és 700 méter után ki is lép a községből. 2,1 kilométer után már Nemesdéd területén halad, e község lakott területének déli szélét 3,8 kilométer után éri el, a Deák Ferenc utca nevet felvéve. Nem sokkal ezután, a falu katolikus templomát elhagyva észak felé fordul és Fő utca néven folytatódik, majd a 4,650-es kilométerszelvényénél kiágazik belőle nyugat felé a 6817-es út, Pat és Miháld felé. 5,2 kilométer után kilép a község belterületéről, 7,9 kilométer után pedig Somogysimonyi területére ér. Itt csak külterületek között halad, 9,6 kilométer után viszont átlépi Nemesvid határát, és ott már szinte azonnal házak közé ér, Béke utca néven húzódva. A 6805-ös útba beletorkollva ér véget, annak 19,550-es kilométerszelvényénél.
Teljes hossza, az országos közutak térképes nyilvántartását szolgáló kira.gov.hu adatbázisa szerint 10,420 kilométer.

## Települések az út mentén
- Vése
- Nemesdéd
- (Somogysimonyi)
- Nemesvid

## Története
Nemesdéd és Nemesvid közötti szakaszát sem a Cartographia 1970-es kiadású Magyarország autótérképe, sem 2004-es kiadású Világatlasza nem jelöli.